# فليوميري
فليوميري، (بالإنجليزية: Flumeri)‏، (آربينو:Flùmmërë)، هي بلدة و(بلدية) في محافظة أفيلينو، كامبانيا، جنوب إيطاليا.

## السكان
في سنة 1861 بلغ عدد السكان 1٬510 نسمة، وتطور العدد ليصل في سنة 2011 لـ 3٬045 نسمة.
يظهر هذا المخطط البياني تطور النمو السكاني لـ فليوميري